# Bolgo
Bolgo es un personaje ficticio perteneciente al legendarium del autor británico J. R. R. Tolkien. Gran orco de las Montañas Nubladas e hijo de Azog, era conocido como Bolgo del Norte. Murió en el 2941 de la Tercera Edad del Sol a manos de Beorn.
Los orcos se enfurecieron cuando Thorin y compañía mataron al Gran Trasgo y se reagruparon en el Monte Gundabad dispuestos a matar a todos los enanos. Bolgo lideró al ejército de Huargos y trasgos de las Montañas Nubladas hasta Erebor, donde tendría lugar la Batalla de los Cinco Ejércitos.
En Erebor, los ejércitos de Bolgo se tuvieron que enfrentar a los hombres de Esgaroth, los Elfos del Bosque Negro y los Enanos de las Colinas de Hierro. Durante la batalla, Thorin Escudo de Roble intentó matarlo, pero su guardia personal mató a Thorin, a Fíli y a Kíli. Más tarde, Beorn dispersó a su guardia personal y lo aplastó, acabando así con su vida.